# Rearranjo de Beckmann
O rearranjo de Beckmann ou transposição de Beckmann é uma reação onde se produz a transformação de uma oxima em uma amida mediante o tratamento com um ácido forte concentrado, tipicamente H2SO4.
Esta reação se emprega industrialmente na transformação da ciclohexanona oxima em caprolactama, a partir da qual se obtém o nylon-6.
Além de ser um método de ampla aplicação sintética, é muito útil para determinação da configuração de oximas, uma vez que o grupo migrante, alquila ou arila, está localizado em posição contrária ao grupamento hidrolxila.

## Mecanismo
Primeiro se produz, em uma reação ácido-base, a protonação do grupo hidroxilo da oxima, o que o converte em um melhor grupo saliente. Na continuação, de forma concertada, o grupo na posição trans (ou anti) migra à medida que se produz a saída da molécula de H2O, à que acaba deslocando, dando lugar ao íon nitrílio intermediário. Este sofre sobre o carbono eletrófilo o ataque nucleófilo de uma molécula de água. O produto resultante, após desprotonar-se, acaba conduzindo por tautomeria à amida.